# 巴伯尔斯贝格
巴伯尔斯贝格（發音：[ˈbaːbl̩sˌbɛʁk] ⓘ）是德国勃兰登堡州首府波茨坦最大的区，以位于该地的同名城堡、公园与制片厂而闻名。